# پرستاری کودک

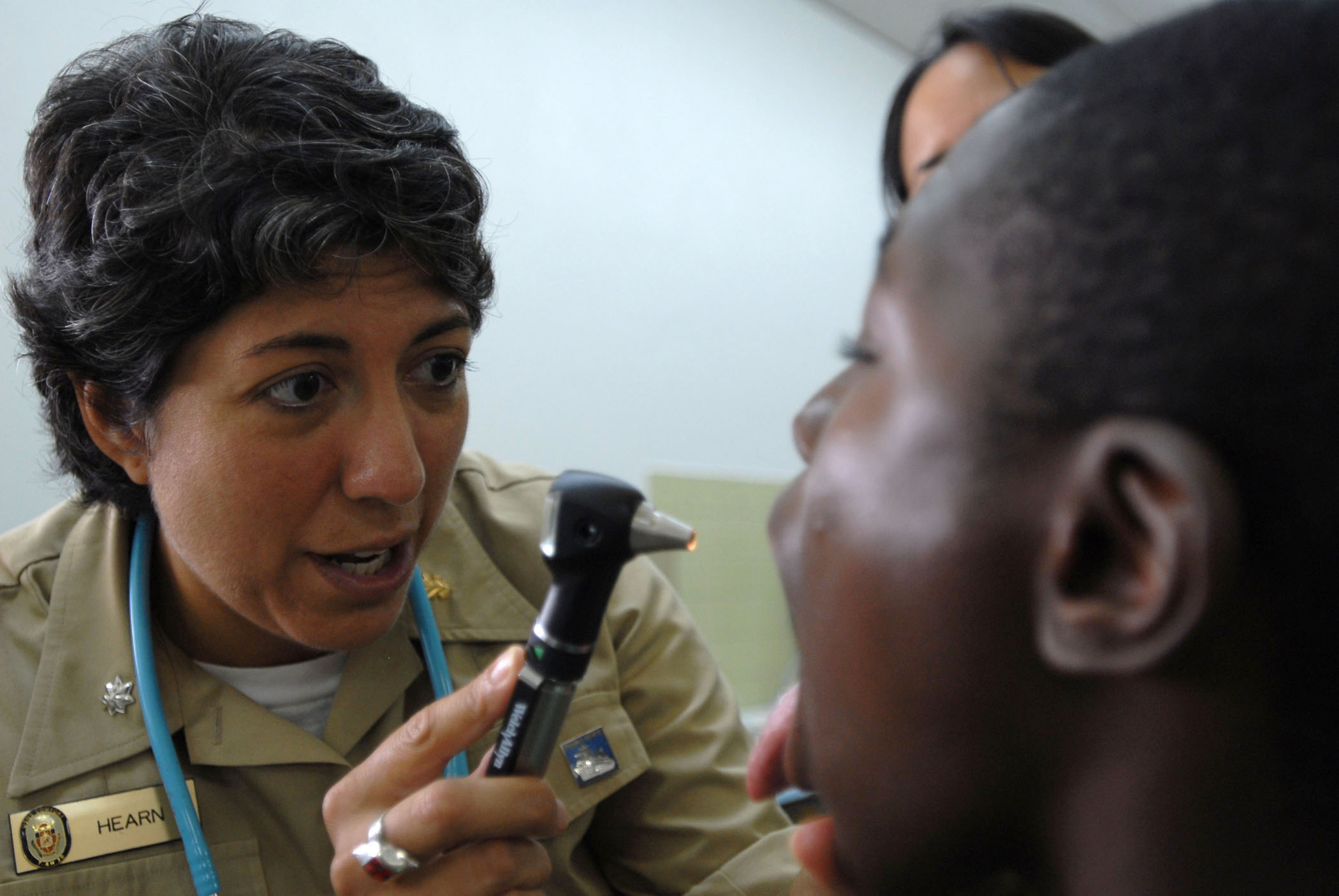
پرستار کودک نیروی ایالات متحده در حال معاینه

پرستاریِ کودک (به انگلیسی: pediatric nursing)، گرایشی است از رشتهٔ پرستاری، که می‌پردازد به پرستاریِ ویژهٔ کودکان و نوجوانان.